# Mote con huesillo

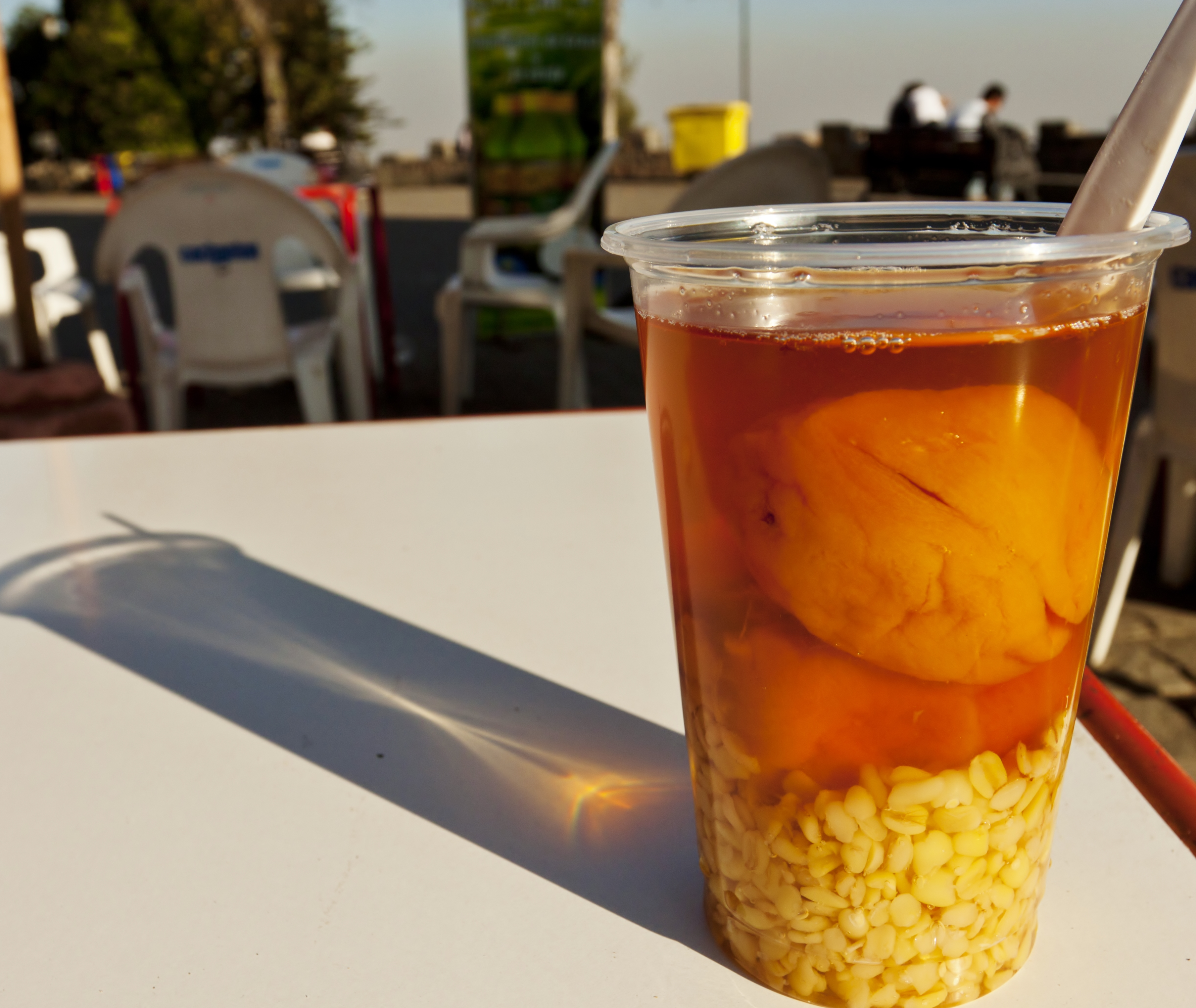
Mote con huesillo

Mote con huesillo é uma bebida tradicional do Chile, não-alcoólica, feita de trigo e pêssegos e muitas vezes vendida em stands de rua ou carros de vendedor. É uma bebida não-alcoólica que consiste em um néctar doce claro como o líquido feito com os pêssegos secados (huesillo) cozinhados na água com açúcar e canela, e então uma vez resfriado misturado com o trigo descascado cozinhado fresco (mote). O néctar doce e claro é geralmente feito com açúcar, mas também pode ser suplementado ou substituído pelo mel.
Quando a bebida é servida sem os pêssegos secos, é chamado de "descarozados". Na ocasião, também pode ser servido com ameixas secas, no entanto, isso é menos comum. Outra opção moderna é usar conservas de pêssego no lugar dos pêssegos secos. Tanto o mote como o huesillo correspondem a climas mediterrâneos, como o do Chile central. Esta bebida é muito popular durante os meses de verão e é vendido por vendedores de rua em carrinhos. É também uma receita caseira muito popular, para o qual os ingredientes estão prontamente disponíveis em supermercados, pequenas mercearias e mercados de agricultores. As versões de mote con huesillo embaladas, enlatadas ou engarrafadas são limitadas e, portanto, não são comuns.